# Lampetra
Lampetra är ett släkte med nejonögon i familjen Petromyzontidae.

## Arter
Arter enligt Fishbase 2013:
- Lampetra aepyptera (C. C. Abbott, 1860)
- Lampetra alavariensis Mateus, Alves, Quintella & P. R. Almeida, 2013 (Portuguese lamprey)[2]
- Lampetra auremensis Mateus, Alves, Quintella & P. R. Almeida, 2013 [2]
- Lampetra ayresii (Günther, 1870)
- Flodnejonöga (Lampetra fluviatilis) (Linnaeus, 1758)
- Lampetra hubbsi (Vladykov & Kott 1976) (Kern brook lamprey)
- Lampetra lamottei (Lesueur, 1827)
- Lampetra lusitanica Mateus, Alves, Quintella & P. R. Almeida, 2013[2]
- Lampetra pacifica Vladykov 1973 (Pacific brook lamprey)
- Bäcknejonöga (Lampetra planeri) (Bloch, 1784)
- Lampetra richardsoni (Vladykov & Follett, 1965)

Ibland förs även Eudontomyzon lanceolata till släktet Lampetra.